# Discografia formației Motionless in White

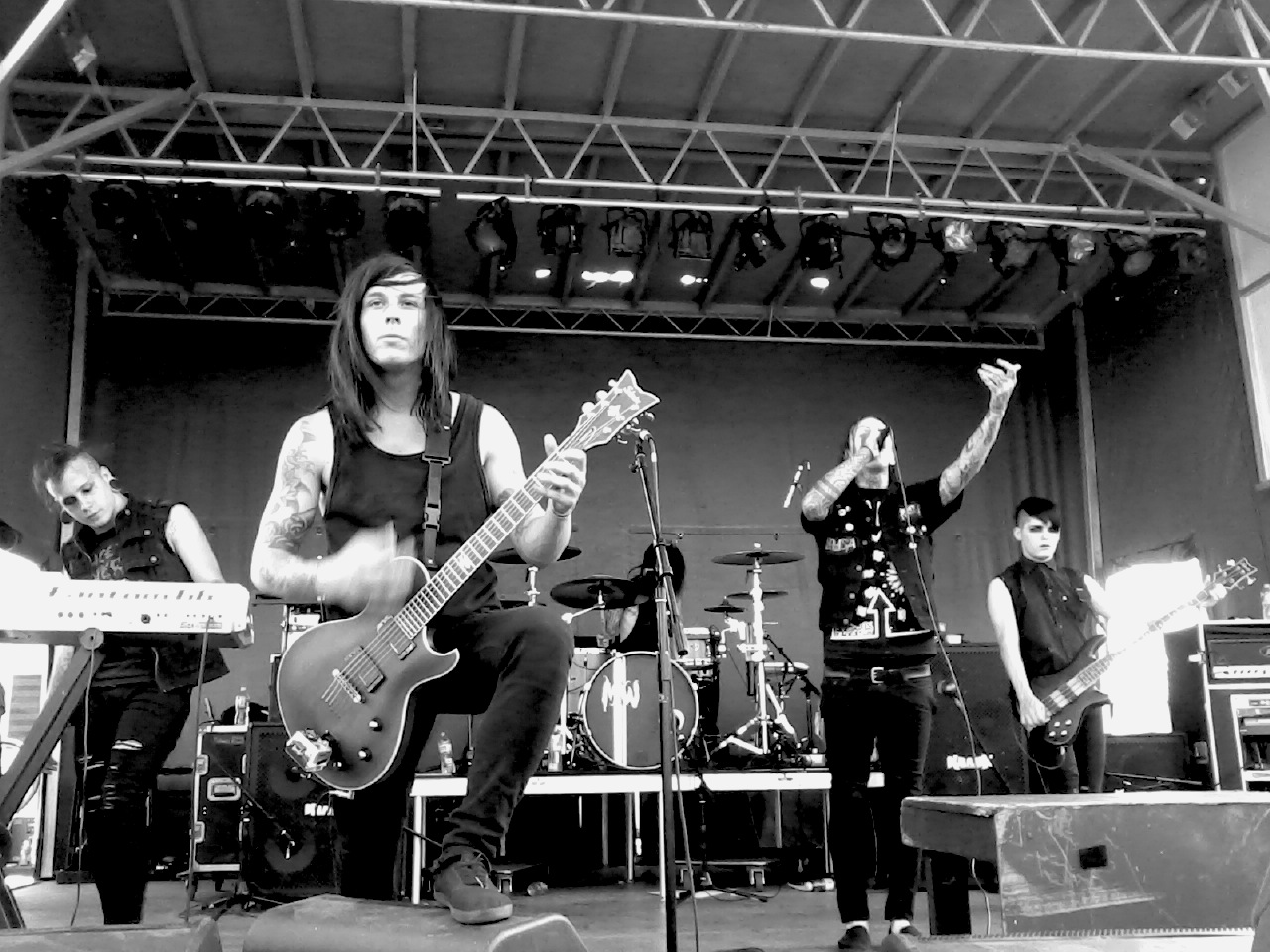
Motionless in White, 2011

Motionless in White este o trupă de metalcore/post-hardcore din Statele Unite ale Americii. Trupa are 4 albume de studio, 2 EP-uri, 20 de single-uri, 12 videoclipuri și un demo album.
Albume de studio
| An   | Album          |
| ---- | -------------- |
| 2010 | Creatures      |
| 2012 | Infamous       |
| 2014 | Reincarnate    |
| 2017 | Grevyard Shift |

EP-uri
| An   | EP                         |
| ---- | -------------------------- |
| 2007 | The Whorror                |
| 2009 | When Love Meet Destruction |

Demo-uri
| An   | Demo                |
| ---- | ------------------- |
| 2005 | Motionless In White |

Piese
| An   | Piesă                                 | Album/EP                   |
| ---- | ------------------------------------- | -------------------------- |
| 2009 | Ghost In The Mirror                   | When Love Meet Destruction |
| 2010 | Abigail                               | Creatures                  |
| 2011 | Creatures                             | Creatures                  |
| 2011 | Immaculate Misconception              | Creatures                  |
| 2012 | Puppets (The First Snow)              | Creatures                  |
| 2012 | Creatures (Beast Remix by Celldweller | Non-album single           |
| 2012 | Devil's Night                         | Infamous                   |
| 2012 | If It's Dead, We'll Kill It           | Infamous                   |
| 2013 | America                               | Infamous                   |
| 2014 | Du Hast (Rammstein Cover)             | Punk Goes 90's 2           |
| 2014 | Reincarnate                           | Reincarnate                |
| 2014 | Puppets 3 (The Grand Finale)          | Reincarnate                |
| 2014 | Dead As F**k                          | Reincarnate                |
| 2015 | Break The Cycle                       | Reincarnate                |
| 2015 | Unstoppable                           | Reincarnate                |
| 2016 | 570                                   | Grevyard Shift             |
| 2017 | Eternally Yours                       | Grevyard Shift             |
| 2017 | LOUD (F**k It)                        | Grevyard Shift             |
| 2017 | Rats                                  | Grevyard Shift             |
| 2017 | Necessary Evil (feat.Jonathan Davis)  | Grevyard Shift             |

Videoclipuri
| An   | Piesă                    | Album/EP                   | Vizionări (YouTube) |
| ---- | ------------------------ | -------------------------- | ------------------- |
| 2009 | Ghost In The Mirror      | When Love Meet Destruction | 1.000.000           |
| 2010 | Abigail                  | Creatures                  | 13.000.000          |
| 2011 | Creatures                | Creatures                  | 1.000.000           |
| 2011 | Immaculate Misconception | Creatures                  | 18.000.000          |
| 2012 | Puppets (The First Snow) | Creatures                  | 350.000             |
| 2012 | Devil's Night            | Infamous                   | 16.000.000          |
| 2013 | America                  | Infamous                   | 10.000.000          |
| 2014 | Reincarnate              | Reincarnate                | 19.000.000          |
| 2014 | Dead As F**k             | Reincarnate                | 500.000             |
| 2015 | Break The Cycle          | Reincarnate                | 6.000.000           |
| 2016 | 570                      | Grevyard Shift             | 6.000.000           |
| 2017 | Loud (F**k It)           | Grevyard Shift             | 3.000.000           |
| 2017 | Eternally Yours          | Grevyard Shift             | 6.000.000           |
| 2017 | Necessary Evil           | Grevyard Shift             | 4.000.000           |